# Бутырки (Можайский район)

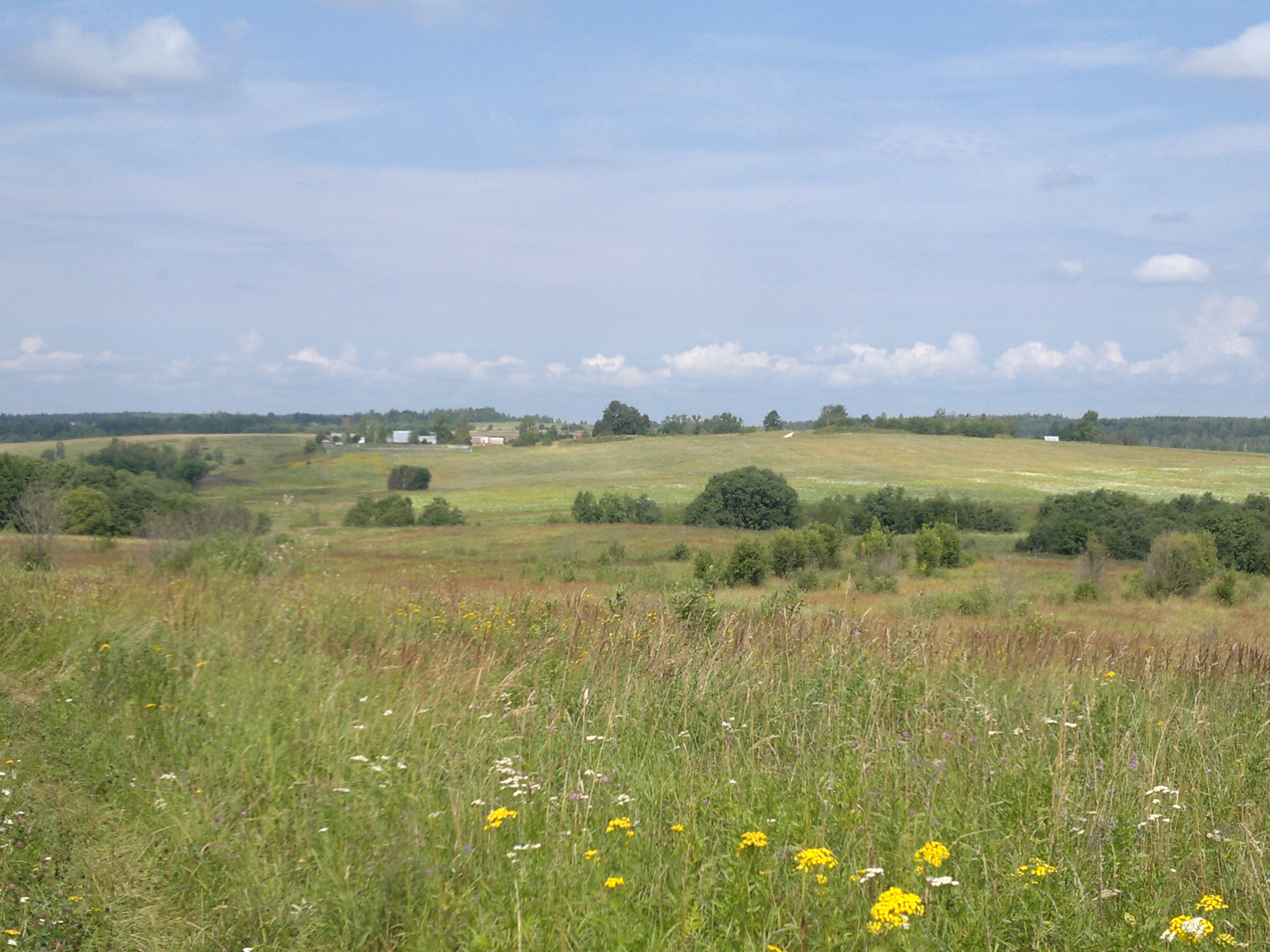

Бутырки — деревня в Можайском районе Московской области в составе сельского поселения Дровнинское. На 2010 год, по данным Всероссийской переписи 2010 года, постоянного населения не зафиксировано. До 2006 года Бутырки входили в состав Дровнинского сельского округа.
Деревня расположена на западе района, примерно в 12 км к северо-западу от Уваровки, по правому берегу Москва-реки, высота центра над уровнем моря 255 м. Ближайшие населённые пункты — Приданцево — на северо-востоке и Михалёво — на юге.